# 黑斑侧褶蛙
黑斑侧褶蛙（学名：Pelophylax nigromaculata）为蛙科侧褶蛙属的两栖动物，也叫黑斑蛙，俗称青蛙、青鸡、青头蛤蟆、田鸡。生活在平原或丘陵的水田、池塘、湖沼区及海拔2200米以下的山地。分布于东亚，包括中国大陆几乎所有省区、朝鲜半岛、日本以及俄罗斯远东地区，模式产地在日本。新疆、西藏、海南和台湾无此种分布。

## 特征
成年雄蛙首尾长62 mm（2.4英寸），雌性长74 mm（2.9英寸）。背部颜色呈灰绿或绿色，有黑色斑点、两条背侧线和一条中线。其腹部呈白色，脚上有蹼。雄蛙有一对声囊，第一指有婚垫。

## 习性
它们在一岁或两岁时性成熟，冬眠过后，其繁殖季开始，它们产卵于浅水，一窝卵有600–5000个。其寿命可达13年。

## 保护
它是中国的“三有动物”。2012年，浙江嘉兴有3人捕捉了203只黑斑蛙和金线蛙，因此被判三到四个月刑事拘留。